# Necator
Necator is een geslacht van parasitaire rondwormen met soorten die mensen en varkens kunnen infecteren, zoals Necator americanus, die necatoriasis veroorzaakt.

## Soorten
- Necator americanus Stiles, 1902
- Necator congolensis Gedoelst, 1916
- Necator exilidens Looss, 1912
- Necator suillus Ackert en Payne, 1922